# Grb Estonske SSR
Grb Estonske SSR je usvojen 1940. godine od strane vlade Estonske SSR. Grb se temelji na grbu SSSR-a. U sredini grba se nalazi izlazeće sunce i srp i čekić, simbol komunizma. Iznad njih je crvena zvijezda. Oko grba se nalaze grana crnogorice i pšenica. Oko grba se nalazi traka s motom SSSR-a "Proleteri svih zemalja, ujedinite se", napisana na estonskom i ruskom jeziku, a ispod traka s natpisom "Eesti NSV" (Estonska skraćenica za "Estonska Sovjetska Socijalistička Republika")
Grb je bio na snazi do 1990., kada je zamijenjen današnjim grbom Estonije.

## Također pogledajte
- Grb Estonije
- Zastava Estonske SSR